# Сијера Невада (САД)
Сијера Невада (енгл. Sierra Nevada; на шпанском „снежни ланац“) планински је венац у Сједињеним Америчким Државама, у америчкој савезној држави Калифорнија. На неколико места прелази и у суседну Неваду. Ланац је познат као Сијера, Висока Сијера и Сијере.
Сијера се простире на дужини од 400 километара, у правцу север-југ, а широка је око 110 километара у правцу исток-запад. Познате карактеристике планине јесу језеро Тахо, највеће планинско језеро у Северној Америци, планина Витни, висине 4.421 метар и највиша тачка Сједињених Америчких Држава и долина Јосемити извајана глечерима од стотина милиона година старог гранита. Сијера представља дом три национална парка, двадесет дивљих области и два национална споменика. То су Јосемити, Секвоја и Краљев кањон национални паркови и национални споменик Ђавољи постпил.

## Етимологија
Први пут искоришћен 1542. године од стране Хуана Родригеза Кабрила да опише Пацифички Обалски појас (планине Санта Круз), термин Сијера Невада био је опште искоришћен за мање познате планинске венце у унутрашњости. Године 1777. Педро Фонт је ово име искористио на својој мапи за планине које и данас носе то име.
Дослован превод Снежне планине, од шпанских речи sierra - разуђен планински масив и nevado - снежан.

## Географија
Сијера Невада лежи у централној и источној Калифорнији, са веома малим, али историјски важним, делом у Невади. У правцу запад-исток, планина се успиње од 300 метара у Централној долини до 3.200 метара надморске висине на свом гребену, само 80-121 км на истоку. Источне падине планине представљају Сијера Стрмину. За разлику од околине, планински округ прима велике количине снега и падавина због ортографског издизања. Окружење планина на већим надморским висинама, до 1.800 метара, углавном је влажно и мочварно. Планински пролаз Донер једно је од најснежнијих места у САД.

### Положај
Сијера Невада протеже се од реке Сузан и пролаза Фридонијер на северу до пролаза Техачапи на југу. На западу Калифорније је ограничена Централном долином, а на југ провинцијом Басен и Венац.
Географска граница Сијере и Каскадних планина се практично не уочава, а пролаз Фридонијер је традиционална граница.
Физичкогеографски гледано, Сијера Невада је део покрајине Сијера-Каскадне планине, а она је пак део већег, Пацифичког планинског масива.

### Сливови
Са планине полазе реке Сакраменто, са северозападних падина, и Сан Хоакин, западних-југозападних падина, и то су два главна водотока Централне калифорнијске долине који се на крају уливају у Пацифик. Мање реке на западним падинама су Перо, Јуба, Америчка Река, Мокеламн, Станислав и Тулумн. Са јужних падина полазе четири реке, а то су Краљева река, Кавеја, Рио Сан Педро и Керн. Ове реке уливају се у Туларско језеро, али се током кишних година придружују реци Сан Хоакин.
Са источних падина планине полазе мале реке које настају топљењем снега и уливају се у Велики басен у Невади, у источној Калифорнији. Од севера према југу река Сузан тече у језеро Хани. Река Траки отиче из језера Тахо и улива се у језеро Пирамид; река Карсон улива се у Карсон Синк, река Вокер у истоимено језеро, река Овенс у истоимено језеро. Ниједна од ових река не долази до мора, међутим, многи потоци из језера Моно отичу јужно до Лос Анђелес аквадукта, одакле се вода преусмерава у Јужну Калифорнију.

### Надморска висина
Висина планина венца Сијера Невада повећава се постепено од севера према југу. Између пролаза Фридонијер и језера Тахо, врхови су у распону од 1.500 до преко 2.700 метара. Гребен у близини језера висине је 2.700 метара, са неколико врхова чија се висина приближава висини врха Фрил (3.317 метара). Даље на југу, највиша планина у националном парку Јосемити је Лајел, висине 3.999 метара. Венац Сијера расте до скоро 4.300 метара, са планином Хамфри близу Бишопа у Калифорнији. Коначно, близу Лоун Пајна, планина Витни достиже висину од 4.421 метар и она представља највишу тачку у Сједињеним Америчким Државама.
Јужно од планине Витни, висина венца брзо опада. Висина гребена је скоро 3.000 метара код језера Изабела, али јужно од језера врхови достижу скромних 2.400 метара.

## Геолошка историја
Најстарије стене на Сијера Невади су метаморфне стене палеозојске старости, настале метаседиментацијом стена са планине Морисон у камбријуму. То су тамно обојени аргилошист, мермер и микашист и налазе се у западном подножју и источно од Сијера Гребена. Најраније гранитне стене на Сијери формиране су у тријасу. Оне се углавном налазе источно од врха. У тријасу и јури, острвски лук сударио се са западном обалом Северне Америке и формирао ланац вулкана у догађају званом Невадска орогенија. Готово сви надземни вулкани Сијере су нестали; њихови остаци нестали су стварањем Велике долине и каснијим пуњењем долине током кенозоика, која је данас велики извор седиментних стена у Калифорнији.
У креди је формирана субдукцијска зона на ивици континента. То значи да је океанска плоча почела да се подвлачи под северноамеричке плоче. Магма формирана током субдукције древне океанске Фаралонске плоче расла је дубоко под земљом и формирала оно што данас зовемо батолит Сијера Неваде.

## Клима
Клима у Сијера Невади је под утицајем медитеранске климе у Калифорнији. Током јесени, зиме и пролећа, количина падавина у Сијери креће се од 210 до 2.030 милиметара, а снег се јавља изнад 1.800 метара. Количина падавина је највећа на централним и северним деловима западних падина, које су висине између 1.500 и 2.400 метара. Изнад 2.400 метара количина падавина смањује се на западним падинама па све до гребена. Велики део венца источно од гребена је у сенци кише и прима годишње мање од 500 милиметара падавина. Лета су сува са ниским процентом влажности, међутим, поподневне олује су честе, нарочито током северноамеричког монсуна. Лети, температуре су углавном између 6 и 32 °C. Зиме су релативно благе, а температуре су обично ниске колико је потребно да се одржи дебели снежни покривач. Зими температуре иду углавном од 2 до -9 °C, а ретко кад испод -18 °C. Сезона цветања и буђења природе траје од 20 до 230 дана и много зависи од надморске висине. Највиши врхови на Сијери имају алпску климу.
Снежни покривач на Сијери представља главни извор воде и значајан извор електричне енергије у Калифорнији. Многи резервоари изграђени су у кањону током 20. века. Неколико великих аквадукта снабдевају водом и пољопривредна имања и урбане зоне. Међутим, Сијера баца сенку кише која у великој мери утиче на климу и екологију Великог басена. Сенка кише је у великој мери одговорна и за то што је Невада најсувља држава у САД.